# Dakky Kiær
Dagny Caroline Kiær dite Dakky Kiær, née le 19 août 1892 à Kristiania et morte le 21 juillet 1980 dans la même ville, est une dirigeante sociale, femme politique et féministe norvégienne. Dans les années 1930, elle est une figure de proue de la lutte pour l'IVG en Norvège.

## Biographie
Fille de l'avocat à la Cour suprême de Norvège Georg Fredrik Egidius Kiær (1861-1941) et de sa femme Julie Caroline Helen Løvenskiold (1864-1940), son frère aîné est l'industriel Thorry Kiær (en). Deuxième d'une fratrie de quatre enfants, elle grandit à Nedre Ullern à Aker dans le comté d'Akershus, la propriété de son grand-père maternel, le chef d'État-major Herman Løvenskiold (1838-1910). Bien que ses parents refusent de l'inscrire, elle prépare secrètement l'Examen artium qu'elle passe finalement en 1913 à Kristiania. Mariée en 1915, elle divorce en 1927 alors que le divorce est une chose inhabituelle pour l'époque.
Après son divorce, elle part pour Bergen où elle travaille pendant six ans comme assistante à l'Institut de géophysique. En 1931, elle commence à suivre les cours sur le travail social du Conseil national norvégien des femmes (Norske Kvinners Nasjonalråds, NKN) la seule formation disponible pour les femmes à l'époque. De 1938 à 1940, elle siège au conseil d'administration du NKN avant de prendre la tête de l'école sociale du Conseil de 1945 à 1953. En tant que secrétaire, elle donne des conférences à travers le pays sur des sujets tels que La mère célibataire et ses problèmes, les allocations familiales, le travail féminin et le droit à l'emploi des femmes. Elle pense que l'éducation est le moteur pour permettre aux femmes de devenir financièrement indépendantes.
En parallèle de son travail au NKN, elle devient la présidente de l'Association norvégienne pour les droits des femmes entre 1946 et 1952 et oriente son mandat sur les questions du travail féminin et du droit à l'avortement. En 1954, Dakky Kiær est nommée membre honoraire de l'Association. Très impliquée dans le droit à l'IVG, elle donne au cours de sa vie de nombreuses conférences pour améliorer les connaissances de la population sur la sexualité et écrit également de nombreux articles de journaux car avant la loi de 1960, l'avortement est passible de jusqu'à 3 ans d'emprisonnement. En 1934 déjà, elle a écrit un article soutenant que les femmes devaient avoir le choix de mener ou pas une grossesse à terme. Quarante ans plus tard, lorsque l'avortement est légalisé jusqu'à la 12e semaine de grossesse, elle écrit un article dans Samtiden intitulé « Av abortspørsmålets lange saga 1915–1974 » (La longue saga de l'avortement, 1915-1974).
En 1952, Dakky Kiær devient membre du conseil municipal d'Oslo pour le parti Venstre où elle occupe une place dans la Comité chargé de l'enfance. Aux élections législatives de 1949, elle est en deuxième place sur la liste de Venstre pour la circonscription d'Oslo, septième sur la liste de 1953 et quatorzième sur la liste de 1957.
Morte le 21 juillet 1980, elle est enterrée au cimetière d'Ullern à Oslo.